# Багалкот
Багалкот (англ. Bagalkot) — город в индийском штате Карнатака. Административный центр округа Багалкот. Средняя высота над уровнем моря — 532 метра. По данным всеиндийской переписи 2001 года, в городе проживало 91 596 человек, из которых мужчины составляли 52 %, женщины — соответственно 48 %. Уровень грамотности взрослого населения составлял 70 % (при общеиндийском показателе 59,5 %). Уровень грамотности среди мужчин составлял 77 %, среди женщин — 63 %. 12 % населения было моложе 6 лет.